# Adam West
Pour les articles homonymes, voir West, William Anderson et Anderson.
William West Anderson dit Adam West, né le 19 septembre 1928 à Walla Walla (Washington) et mort le 9 juin 2017 à Los Angeles (Californie), est un acteur américain.
Il est notamment célèbre pour avoir incarné Batman dans la série télévisée du même nom de 1966, ainsi que dans le film Batman de Leslie H. Martinson tourné la même année. Il retrouve le personnage dans plusieurs séries d'animation diffusées durant les années 1970 et 1980, ainsi que dans les films d'animation Batman: Return of the Caped Crusaders (2016) et Batman vs. Two-Face (2017). En parallèle, il tient plusieurs rôles au sein des productions de DC Comics, tel que celui de Simon Trent / The Gray Ghost dans la série d'animation Batman de 1992, celui du maire Marion Grange dans la série d'animation The Batman (2004-2006), ou encore celui de Thomas Wayne dans la série d'animation Batman: The Brave and the Bold (2010).
Prolifique dans l'animation et sur la scène vidéoludique, il est notamment la voix du maire dans la série Family Guy (2000-2018) ou encore celle du général Carrington dans le jeu vidéo XIII (2003). Par ailleurs, il joue à plusieurs reprises son propre rôle.

## Biographie

### Jeunesse
William West Anderson est né le 19 septembre 1928 à Walla Walla dans l'État de Washington,. Son père Otto West Anderson est fermier tandis que sa mère, Audrey V. Speer, est chanteuse d'opéra ainsi que pianiste. Après leur divorce, il déménage avec sa mère à Seattle à l'âge de 15 ans.

### Carrière

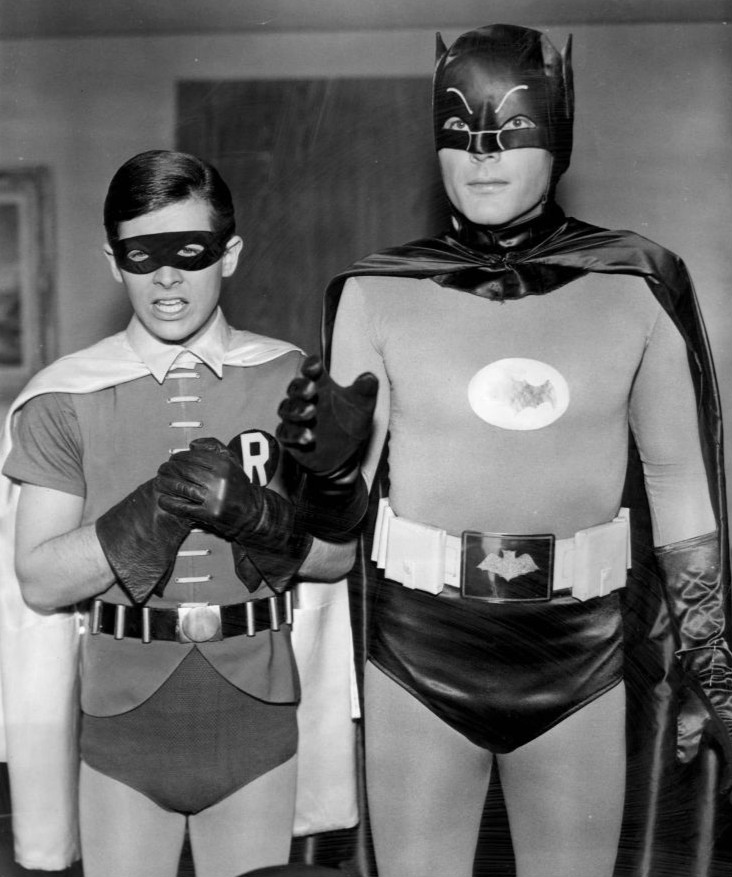
Adam West (à droite) et Burt Ward dans la série télévisée Batman.

Le producteur William Dozier, après l'avoir vu déguisé en agent secret dans une publicité pour Nesquik, lui offre le rôle du milliardaire Bruce Wayne et de son alter ego, le justicier masqué Batman, pour une série télévisée sobrement appelée Batman, diffusée à partir de 1966,. Durant la série, il est accompagné par Burt Ward, qui campe le fidèle allié de son personnage, à savoir Robin. La série, qui est diffusée sur ABC, connaît un tel succès que Leslie H. Martinson en tire un film également sorti en 1966. En mars 1968, à cause de mauvaises audiences, la chaîne décide d'arrêter la série après la diffusion de sa troisième saison. S'ensuit alors une période compliquée pour l'acteur qui peine à retrouver des rôles.
Adam West a fait campagne pour la guerre du Viêt Nam lancée par le gouvernement Johnson avec une publicité où, dans ses habits de Batman, il encourageait les enfants à acheter des timbres scolaires subventionnant l'effort de guerre.

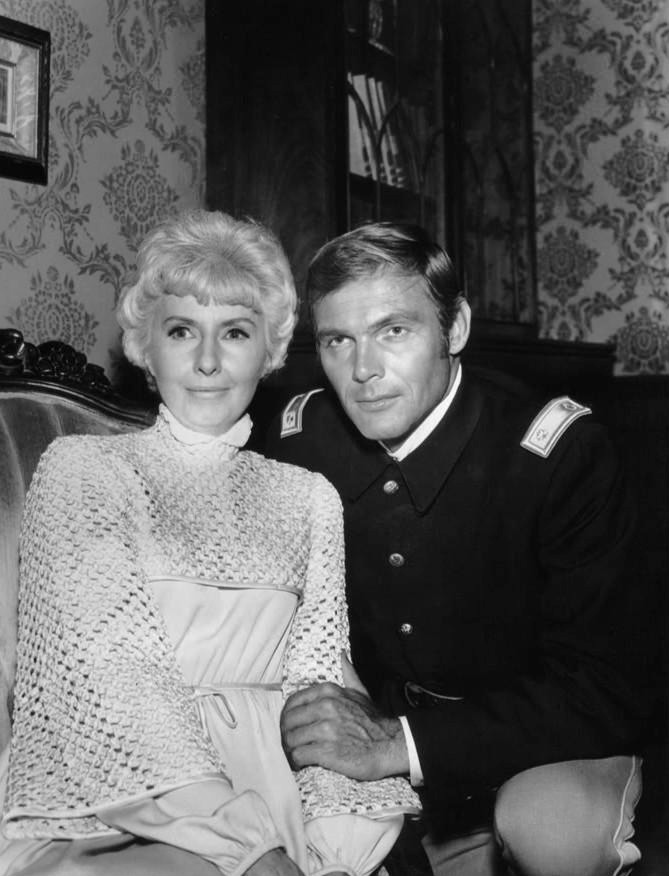
Barbara Stanwyck et Adam West dans la série La Grande Vallée en 1968.

En 1970, Cubby Broccoli lui propose le rôle de James Bond dans Les diamants sont éternels, mais il estime, comme il l'explique plus tard dans son autobiographie, que ce rôle ne convient qu'à des acteurs britanniques, et il refuse.
La série d'animation Batman de 1992 lui rend hommage le temps d'un épisode. Dans l'épisode Beware the Gray Ghost, Adam West prête sa voix au comédien Simon Trent, connu pour être l'interprète du super-héros le Fantôme Gris mais qui peine à retrouver un rôle après l'arrêt de la série, à l'instar de West. Il joue également son propre rôle dans le neuvième épisode de la quatrième saison de la série d'animation The Simpsons. Il retrouve la série en 2002 dans le quatrième épisode de la quatorzième saison, tenant cette fois-ci le rôle de Batman, accompagné par son ancien partenaire de jeu Burt Ward qui retrouve le personnage de Robin.
En 2003, West prête sa voix au général Carrington dans le jeu de tir à la première personne du studio Ubisoft, XIII, porté par David Duchovny.
De 2004 à 2006, il prête sa voix au maire Marion Grange dans la série d'animation The Batman.
En 2009, il joue son propre rôle dans le seizième épisode de la troisième saison de la sitcom 30 Rock.
En 2010 dans deuxième saison de la série d'animation Batman : L'Alliance des héros (Batman: The Brave and the Bold), il prête successivement sa voix le temps d'un épisode chacun à Thomas Wayne puis à Proto-Bot.
En 2013, il joue son propre rôle, aux côtés de son comparse Burt Ward, dans la série d'animation Futurama.
En plus de prêter sa voix à une figurine Lego à son effigie dans le jeu vidéo Lego Batman 3 : Au-delà de Gotham (Lego Batman 3: Beyond Gotham) sorti en 2014, West reprend également le rôle du Batman de 1966 et de The Gray Ghost,,.
La sitcom The Big Bang Theory ayant pour habitude d'inviter de nombreuses personnalités liées à la culture populaire, Adam West fait une apparition dans la série en 2016, plus exactement dans le dix-septième épisode de la neuvième saison. La même année, il fait également un retour éclatant et surprenant dans le rôle de Batman. En effet, il prête de nouveau sa voix au justicier masqué pour les besoins du film d'animation Batman : Le Retour des justiciers masqués, qui se base sur la série de 1966. Le film connait une suite, Batman vs. Double-Face, sortie l'année d'après et met en scène William Shatner dans le rôle du méchant Harvey Dent / Double-Face.
Quelques jours après sa mort pour lui rendre hommage, NBC a mis en ligne gratuitement un épisode de la série de DC Comics Powerless, épisode dont Adam West est l'invité, mais qui n'a pas été diffusé à cause de l'annulation de la série.

### Mort
Adam West est mort le soir du 9 juin 2017 à Los Angeles (Californie) des suites d'une leucémie.

## Distinction
Adam West reçoit le prix Inkpot en 1980 et son nom a été donné à l'astéroïde de la ceinture principale (101432) Adamwest, en mars 2017.

## Filmographie

### Acteur

#### Cinéma

##### Films
- 1957 : Voodoo Island de Reginald Le Borg : opérateur radio (non crédité)
- 1958 : Ghost of the China Sea (en) de Fred F. Sears : Scuba Diver (non crédité)
- 1959 : Ce monde à part (The Young Philadelphians) de Vincent Sherman : William Lawrence III
- 1959 : La police fédérale enquête (The FBI Story) de Mervyn LeRoy : voix (non crédité)
- 1962 : Geronimo de Arnold Laven : lieutenant John Delahay
- 1963 : Les Lycéennes (en) (Tammy and the Doctor) de Harry Keller : docteur Eric Hassler
- 1963 : La Dernière Bagarre (Soldier in the Rain) de Ralph Nelson : capitaine (inspecting)
- 1964 : Robinson Crusoé sur Mars (Robinson Crusoe on Mars) de Byron Haskin : colonel Dan McReady
- 1965 : The Outlaws Is Coming de Norman Maurer : Kenneth Cabot
- 1965 : Mara of the Wilderness (en) de Frank McDonald : Ken Williams
- 1965 : Quatre Hommes à abattre (I 4 inesorabili) de Primo Zeglio : Sam Garrett
- 1966 : Batman de Leslie H. Martinson : Bruce Wayne / Batman
- 1969 : The Girl Who Knew Too Much (en) de Francis D. Lyon : Johnny Cain
- 1971 : The Marriage of a Young Stockbroker (en) de Lawrence Turman : Chester
- 1972 : Curse of the Moon Child :
- 1974 : Partizani de Stole Jankovic : capitaine Kurt Kohler
- 1975 : The Specialist de Howard Avedis: Jerry Bounds
- 1977 : Hardcore (en) de James Kenelm Clarke : Oliver
- 1978 : La Fureur du danger (Hooper) de Hal Needham : Adam
- 1980 : The Happy Hooker Goes Hollywood (en) d'Alan Roberts : Lionel Lamely
- 1983 : Nuit noire (One Dark Night) de Tom McLoughlin : Allan McKenna
- 1984 : Hellriders de James Bryan : Dr Dave
- 1985 : Yellow Pages de James Kenelm Clarke : le père d'Henry
- 1985 : Les Amants de Lady Chatterley 2 (en) (Young Lady Chatterley II) d'Alan Roberts : professeur Arthur Bohart Jr.
- 1986 : Zombie Nightmare (en) de Jack Bravman : capitaine Tom Churchman
- 1988 : Return Fire de Neil Callaghan : Carruthers
- 1988 : Night of the Kickfighters de Buddy Reyes : Carl McMann
- 1988 : Doin' Time on Planet Earth de Charles Matthau : Charles Pinsky
- 1989 : Mad About You de Lorenzo Doumani : Edward Harris
- 1990 : Omega Cop (en) de Paul Kyriazi : Prescott
- 1991 : Maxim Xul d'Arthur Egeli : professeur Marduk
- 1994 : The New Age de Michael Tolkin : Jeff Witner
- 1994 : Not This Part of the World de Phil Atlakson :
- 1995 : Run for Cover de Richard W. Haines : sénateur Prescott
- 1995 : Ride for Your Life de Bob Bejan (Court métrage) : Monty Oliver
- 1997 : The Size of Watermelons de Kari Skogland : Adam West
- 1997 : Joyride de Quinton Peeples : Harold
- 1997 : An American Vampire Story (en) de Luis Esteban : The Big Kahuna
- 1999 : Belles à mourir (Drop Dead Gorgeous) de Michael Patrick Jann : Adam West
- 1999 : Behind the Sting de Kevin Bocarde et Robert Hall : Host of documentary
- 2001 : Seance de John Preston : Homeless Man / Angel
- 2002 : From Heaven to Hell d'Eric D. Howell et Christopher Taber :
- 2003 : Baadasssss! de Mario Van Peebles : Bert
- 2004 : Tales from Beyond (en) de Josh Austin, Nate Barlow, Eric Manning et Russell Scott : Jay (segment "The Bookstore")
- 2005 : Buckaroo de James A. Brooks : juge Werner
- 2005 : Angels with Angles d'Edmund Lane : Alfred the Butler
- 2007 : Sexina: Popstar P.I. d'Erik Sharkey : The Boss
- 2009 : Ratko: The Dictator's Son de Savage Steve Holland et Kevin Speckmaier : Kostka Volvic
- 2009 : Super Capers de Ray Griggs (vidéo) : Manbat / chauffeur de taxi
- 2010 : Eyehole Paintings de Scott Gairdner (court métrage)
- 2023 : The Flash : Bruce Wayne / Batman (univers alternatif) (caméo, images d’archives)[Qui ?]

##### Films d'animation
- 1997 : Redux Riding Hood de Steve Moore (court métrage) : Leonard Fox
- 2005 : Batman: New Times de Jeffery Scheetz (vidéo) : Bruce Wayne / Batman
- 2005 : Aloha, Scooby-Doo ! de Tim Maltby (vidéo) : Jared Moon
- 2005 : L'Incroyable Histoire de Stewie Griffin (Stewie Griffin: The Untold Story) de Pete Michels et Peter Shin (vidéo) : le maire Adam West
- 2005 : Chicken Little de Mark Dindal : Ace - Hollywood Chicken Little
- 2007 : Bienvenue chez les Robinson (Meet the Robinsons) de Stephen J. Anderson : oncle Art
- 2015 : Scooby-Doo et le Monstre de la plage (Scooby-Doo! and the Beach Beastie) : Sandy Blake
- 2016 : Batman : Le Retour des justiciers masqués (Batman: Return of the Caped Crusaders) de Rick Morales : Bruce Wayne / Batman
- 2017 : Batman vs. Double-Face (Batman vs. Two-Face) de Rick Morales : Bruce Wayne / Batman

#### Télévision

##### Téléfilms
- 1967 : Batgirl de Bob Kane : Bruce Wayne / Batman
- 1968 : Alexander the Great de Phil Karlson : Cleander
- 1971 : And Then They Forgot God  de Sy Salkowitz :
- 1972 : The Eyes of Charles Sand de Reza Badiyi : Dr Paul Scott
- 1973 : Poor Devil (en) de Robert Scheerer : Dennis Crawford
- 1975 : Nevada Smith (en) de Gordon Douglas: Frank Hartlee
- 1980 : For the Love of It de Hal Kanter : Jock Higgins
- 1981 : Warp Speed d'Allan Sandler : capitaine Lofton
- 1981 : Time Warp de Robert Emenegger et Allan Sandler : colonel Ed Westin
- 1983 : I Take These Men de Larry Peerce : Craig Wyler
- 1983 : Ace Diamond Private Eye d'Arthur L. Annecharico : Ace Diamond
- 1991 : Lookwell (en) d'E.W. Swackhamer : Ty Lookwell
- 1992 : 1775 (en) de David Trainer : George Washington
- 2003 : Dans la grotte de Batman (Return to the Batcave: The Misadventures of Adam and Burt) : Adam West
- 2004 : L'Île des insectes mutants (Monster Island) de Jack Perez : Dr Harryhausen

##### Séries télévisées
- 1954-1955 : The Philco Television Playhouse : Ham Ector
- 1958-1959 : 77 Sunset Strip : Lonnie Draw / Jim Beck / Ernest Detterback
- 1959 : Grand Jury : Fenway
- 1959 : Lawman (en) : Doc Holliday
- 1959 : Sugarfoot : Doc Holliday
- 1959 : Cheyenne : Ashley Claiborn
- 1959 : Bronco (en) : Maj. Carter
- 1959 : Colt .45 (en) : Doc Holliday / Marshal Joe Benjamin / Sgt. Ed Kallen
- 1959 : Maverick : Vic Nolan / George Henry Arnett / Rudolph St. Cloud
- 1959 : Intrigues à Hawaï (Hawaiian Eye) : George Nolan
- 1959 : Bourbon Street Beat (en) : voix de l'adjoint (non crédité)
- 1960 : Johnny Midnight : Hill
- 1960 : Overland Trail (en) : Wild Bill Hickok
- 1960 : Goodyear Theatre : David
- 1960 : Westinghouse Desilu Playhouse (en) : Johnny Cinderella
- 1961 : Tales of Wells Fargo (en) : Steve Daco
- 1961 : Bonanza : Frank Milton
- 1961 : Michael Shayne (en) : Dave Owens
- 1961 : L'Homme à la carabine (The Rifleman) : Christopher Rolf
- 1961 : Guestward Ho! (en) : Larry Crawford
- 1961 : The Beachcomber (en) : Huckabee
- 1961-1962 : The Detectives (en) : Steve Nelson
- 1961-1962 : Perry Mason : Pete Norland / Dan Southern
- 1961 et 1963 : Laramie : Kett Darby / Un député
- 1962 : Kraft Mystery Theater : Johnny Cinderella
- 1963 : The Real McCoys (en) : Buzz Cooper
- 1963 : Gunsmoke : Emmett Hall
- 1964 : Petticoat Junction (en) : Dr Clayton Harris
- 1964 : Au-delà du réel (The Outer Limits) : major Charles Merritt
- 1964 : Ma sorcière bien-aimée (Bewitched) : Kermit
- 1965 : Le Virginien (The Virginian) : Sam Loomis
- 1966 : The Milton Berle Show : Batman
- 1968 : Off to See the Wizard : général Cleander
- 1966-1968 : Batman : Bruce Wayne / Batman
- 1968 : La Grande Vallée (The Big Valley) : major Jonathan Eliot
- 1971 : Night Gallery : Mr Hyde
- 1972 : Primus (en) : Jenson
- 1972 : Opération danger (Alias Smith and Jones) : Brubaker
- 1972 : The Fisher Family : Hank Mathes
- 1972 : Mannix : Jonathan Forsythe
- 1974 : Emergency! : Vic Webster
- 1974 : Partizani
- 1976 : Shazam! : Hercules (non crédité)
- 1976 : Alice : Mr Turner
- 1977 : Sergent Anderson (Police Woman) : Morgan
- 1978 : Opération charme (en) (Operation Petticoat) : Steve Fleming
- 1978 : The American Girls (en) : Non défini
- 1979 : Les Légendes des super-héros (Legends of the Superheroes) : Bruce Wayne / Batman
- 1979 : Big Shamus, Little Shamus (en) : Harley Morgan
- 1980 et 1984 : L'Île fantastique (Fantasy Island) : Philip Breem
- 1982 : Laverne et Shirley : Edgar Garibaldi
- 1983 : La croisière s'amuse (The Love Boat) : Bob Williams
- 1983 : Pour l'amour du risque (Hart to Hart) : David Stockwood
- 1986 : The Last Precinct : capitaine Rick Wright
- 1987 : Arabesque (Murder She Wrote) : Wade Talmadge
- 1990 : Zorro : Dr Henry Wayne
- 1990 : Flash : Hippy Guy
- 1992 : The Ben Stiller Show : Adam West
- 1993 : Danger Theatre (en) : capitaine Mike Morgan
- 1993 : Les Contes de la crypte (Tales from the Crypt) : Chapman
- 1994 : The Good Life (en) : Adam West (voix)
- 1994 : Profession : critique (The Critic) : Adam West (voix)
- 1994 : Nurses (en) : Mr Greer
- 1994 : Space Ghost Coast to Coast : Adam West
- 1995 : The Adventures of Pete & Pete (en) : Principal Kent Schwinger
- 1995 : Muscle (en) : Jim Atkinson
- 1995 : Hope and Gloria (en) : Adam West
- 1995 : Loïs et Clark : Les Nouvelles Aventures de Superman (Lois & Clark: The New Adventures of Superman) : Jerry Retchen
- 1995 : L'Homme à la Rolls (Burke's Law) :
- 1995 : The Clinic :
- 1996 : Chair de poule (Goosebumps) : Cerf d'Or le Bondissant (The Galloping Gazelle en anglais)
- 1997 : Pauly : Adam West
- 1997 : Les Frères Wayans (The Wayans Bros.) : TV Host
- 1997 : Murphy Brown : Adam West
- 1998 : Jenny (en) : Adam West
- 1998 : Diagnostic : Meurtre (Diagnosis Murder) : Bruce Blazer
- 1998 : Infos FM (NewsRadio) : Adam West
- 1999 : Pacific Blue : Macon Dean
- 2001 : Black Scorpion : Dr Noah Goddard / Breathtaker
- 2001 : Le Drew Carey Show (The Drew Carey Show) : Mitch
- 2003 : The Bronx Bunny Show : Adam West
- 2003 : The Mullets : Adam West
- 2005 : Un gars du Queens (The King of Queens) : Adam West
- 2005 : The Boondocks : l'avocat de R.Kelly
- 2007 : Une famille du tonnerre (George Lopez) : Jonathon K. Martin
- 2009 : 30 Rock : Adam West
- 2010 : Funny or Die Presents… : Adam West
- 2011-2012 : Jake et les Pirates du Pays imaginaire (Jake and the Never Land Pirates) : Wise Old Parrot
- 2013 : FanAddicts! : narrateur / annonceur
- 2015 : Penn Zero : Héros à mi-temps (Penn Zero: Part-Time Hero) : Captain Super Captain / Professor Evil Professor
- 2016 : The Big Bang Theory : Adam West (saison 9, épisode 17)
- 2017 : Powerless : Chairman Dean West (saison 1, épisode 10)

##### Séries d'animation
- 1977 : Les Nouvelles Aventures de Batman (The New Adventures of Batman) : Batman (16 épisodes)
- 1978 : Tarzan and the Super 7 (en) : Bruce Wayne / Batman
- 1984 : SuperFriends: The Legendary Super Powers Show (en) : Batman (8 épisodes)
- 1985 : The Super Powers Team: Galactic Guardians (en) : Batman (8 épisodes)
- 1992 et 2002 : Les Simpson (The Simpsons) : lui-même (saison 4, épisode 9) et Batman (saison 4, épisode 4)
- 1992 : Batman : Simon Trent / The Gray Ghost (épisode Beware The Gray Ghost)
- 1992 : Les Razmoket (Rugrats) : capitaine Blasto (saison 2, épisode 11)
- 1997 et 2004 : Johnny Bravo : narrateur (saison 1, épisode 5) et lui-même (saison 1, épisode 13 et saison 4, épisode 12)
- 1997 : Animaniacs (Steven Spielberg Presents Animaniacs) : Spruce Wayne / Caped Crusader (saison 5, épisode 3)
- 1998 : Histeria! (en) : Ernest Hemingway (2 épisodes)
- 1998-1999 : The Secret Files of the Spy Dogs (en) : Dog Zero / Leonardo da Vinci (22 épisodes)
- 2000-2018 : Les Griffin (Family Guy) : le maire Adam West (118 épisodes)
- 2003 : Kim Possible : Timothy North (saison 1, épisode 11)
- 2003-2008 : Mes parrains sont magiques (The Fairly OddParents) : lui-même (6 épisodes)
- 2004-2006 : Batman : le maire Grange (6 épisodes)
- 2010 : Bob l'éponge (Sponge Bob Square Pants) : Young Mermaid Man (saison 7, épisode 9)
- 2010 : Batman : L'Alliance des héros (Batman: The Brave and the Bold) : Thomas Wayne (saison 2, épisode 11) et Proto-Bot (saison 2, épisode 20)
- 2010 : The Super Hero Squad Show : Nighthawk (saison 2, épisode 6)
- 2011 : Jake et les Pirates du Pays imaginaire (Jake and the Never Land Pirates) : Wise Old Parrot (4 épisodes)
- 2013 : Futurama : lui-même (saison 10, épisode 9)
- 2015 : Robot Chicken DC Comics Special III: Magical Friendship (en) de Tom Sheppard et Zeb Wells : Bruce Wayne / Batman (téléfilm)
- 2015 : Moonbeam City (en) : Razzle Novak (saison 1, épisode 8)
- 2015-2017 : Penn Zero : Héros à mi-temps (Penn Zero: Part-Time Hero) : Captain Super Captain et Professor Evil Professor (4 épisodes)

### Réalisateur
- 2003 : Pet Star (série télévisée)

### Jeux vidéo
- 1997 : Goosebumps: Attack of the Mutant  : The Galloping Gazelle
- 2003 : XIII : général Carrington
- 2005 : Scooby-Doo! Unmasked : Winslow Stanton
- 2005 : Chicken Little : Ace - Hollywood Chicken Little
- 2005 : Marc Eckō's Getting Up: Contents Under Pressure : Chef Hunt
- 2006 : Family Guy Video Game! : le maire Adam West
- 2006 : Chicken Little: Ace in Action (en) : Ace
- 2012 : Family Guy: Back to the Multiverse (en) : le maire Adam West
- 2013 : Grand Theft Auto V : Cop / Guard in Prologue (non crédité)
- 2014 : Family Guy : À la recherche des trucs (Family Guy: The Quest for Stuff) : le maire Adam West
- 2014 : Lego Batman 3 : Au-delà de Gotham (Lego Batman 3: Beyond Gotham) : lui-même, Batman de 1966 et The Gray Ghost